# Kanton Aubusson
Kanton Aubusson (francouzsky Canton d'Aubusson) je francouzský kanton v departementu Creuse v regionu Limousin. Tvoří ho 10 obcí.

## Obce kantonu
- Alleyrat
- Aubusson
- Blessac
- Néoux
- Saint-Alpinien
- Saint-Amand
- Saint-Avit-de-Tardes
- Saint-Maixant
- Saint-Marc-à-Frongier
- Saint-Pardoux-le-Neuf